# پاسکواله شیاتارلا
پاسکواله شیاتارلا (انگلیسی: Pasquale Schiattarella؛ زادهٔ ۱۹ اکتبر ۱۹۸۷) بازیکن فوتبال اهل ایتالیا است.
از باشگاه‌هایی که در آن بازی کرده‌است می‌توان به باشگاه فوتبال اسپتزیا، باشگاه فوتبال تورینو، باشگاه فوتبال آنکونا، باشگاه فوتبال باری، باشگاه فوتبال لاتینا، باشگاه فوتبال سمپدوریا، و باشگاه فوتبال لیورنو اشاره کرد.